# A Virgem, o Menino, Sant'Ana e São João Batista
A Virgem, o Menino, Sant’Ana e São João Batista, às vezes chamado de "Burlington House Cartoon", é um desenho de Leonardo da Vinci encontrado em uma das folhas dos seus diários. É uma combinação de dois temas populares na pintura florentina do século XV: a Virgem (Maria), com o Menino (Jesus, o seu filho), e São João Batista (filho de Isabel, prima de Maria) com Santa Ana (mãe da Virgem). No desenho Santa Ana sorri para sua filha Maria, enquanto esta tem os olhos fixos em seu filho Jesus que, por sua vez, olha para João Batista. O gesto de Sant’Ana ao apontar seu dedo indicador para os céus aparece em duas das últimas pinturas de Leonardo: São João Batista e Baco. 
O desenho foi feito a lápis de carvão e giz preto e branco, sobre oito folhas de papel coladas e encontra-se exposto na Galeria Nacional de Londres.

## História
Após a longa estada em Milão e algumas viagens, Leonardo retornou a Florença, em 1501, de onde saíra há vinte anos. Atormentado pela escassez de dinheiro e necessitado de trabalho, foi ajudado por Filippino Lippi que no passado, mais de uma vez, havia trabalhado em encomendas inacabadas por Leonardo. Filipino renunciou a favor dele a tarefa de pintar para a Ordem dos Servos de Maria um retábulo do altar-mor da Basílica da Santíssima Anunciada. E assim, Leonardo, com Salaì,  instalou-se no convento, onde desenhou um cartão com uma "Santa Anna" que gozou de uma extraordinária fama entre os contemporâneos, como narrou Vasari:
Finalmente ele fez um cartão com uma Nossa Senhora e uma Santa Ana, com um Cristo, a qual não maravilhou todos os artesãos, mas quando ficou acabada, durante dois dias os homens e as mulheres, os jovens e os velhos, passaram na sala para vê-la, como quando se vai às festas solenes, para ver as maravilhas de Leonardo, que surpreenderam todo aquele povo.
Os frades, no entanto, tiveram de se contentar apenas com o desenho, pois Leonardo partiu de Florença pouco depois. Tendo mudado o programa iconográfico, o retábulo do altar da Annunziata foi então iniciado por Filippino e completado, após a morte deste, por Pietro Perugino. E do cartão de Leonardo rapidamente se perdeu o conhecimento.
Do cartão de Leonardo existe uma descrição na carta datada de 3 de abril de 1501 enviada pelo carmelita Pietro da Novellara a Isabella d'Este, na qual falam de "um Menino Jesus de cerca de um ano de idade, que saindo quase dos braços da mãe pega um cordeiro e parece agarrá-lo. A mãe, quase elevando-se do  ventre de Santa Ana, prende o menino para o separar do cordeiro. Santa Ana, um pouco levantando-se do assento, parece querer parar a sua filha que não separa o Menino do pequeno cordeiro".
A comparação da descrição e com o cartão parece óbvia, mas as primeiras dúvidas surgiram em relação à descrição do frade, que refere um quadro no Louvre. Na verdade, a pesquisa documental mostrou que o cartão realmente foi de Milão, como o demonstra uma carta do padre Resta para Pietro Bellori: "Luís XII antes de 1500 encomendou uma pintura de Santa Ana a Leonardo da Vinci quando residia em Milão: Leonardo fez um primeiro esboço dele que se encontra com os nobres Arconati em Milão".
Embora alguns detalhes da carta não sejam claros (como a presença de Leonardo em Milão em 1500 ou a encomenda do rei francês), é certo que o cartão passou dos Arconati aos Casnedi em 1721 e destes últimos à família Sagredo de Veneza, que o cedeu por sua vez, em 1763, a Robert Udney. Este levou a obra para a sua residência, Burlington House, onde foi inventariada (e por isso, também é designado de Cartão de Burlington House), antes de chegar à sua localização presente em 1962.

## Descrição e estilo
O cartão mostra as três gerações da família de Jesus Cristo: Santa Ana sustenta a sua filha, a Virgem Maria, nos joelhos e esta segura o Filho, que se vira para São João. Ana aponta o céu com a mão esquerda e olha para Maria com um ar festivo e familiar.
Leonardo tentou reproduzir um sentido policêntrico de movimento, certificando-se de que as duas personagens principais, as mulheres, se fundissem num único grupo. A estrutura piramidal confere monumentalidade plástica e sublinha a unidade orgânica.
A obra é também um dos exemplos mais convincentes da influência da estatuária antiga sobre Leonardo, talvez inspirada por um grupo de Musas da Villa Madama que o artista pode ter observado na sua viagem a Tivoli em março de 1501. Além dos desenhos preparatórios, também se observa nas amplas vestes, na planta vigorosa e na citação bastante precisa contida no busto da Virgem, que aparece, como nas antigas estátuas de Tivoli, com os braços "cortados" pela forma estranha do vestido. Mesmo o uso acentuado do chiaroscuro e da velatura cromática parece explorar novas estradas marcadas pela monumentalidade, pela interpretação atmosférica e pela investigação psicológica, características típicas da sua melhor produção da maturidade plena.
O Cartão que permaneceu em Milão durante o século XVI, teve uma influência particular nos seguidores de Leonardo. A reformulação mais famosa é a Sagrada Família com Santa Ana e São João Menino de Bernardino Luini, que provavelmente teve o Cartão que esteve documentado na colecção do seu filho Aurelio Luini.

## Ligação externa
- "The Burlington House Cartoon"